# Liste der Kulturdenkmäler in Rodershausen
In der Liste der Kulturdenkmäler in Rodershausen sind alle Kulturdenkmäler der rheinland-pfälzischen Ortsgemeinde Rodershausen aufgeführt. Grundlage ist die Denkmalliste des Landes Rheinland-Pfalz (Stand: 27. Juni 2022).

## Einzeldenkmäler
| Bezeichnung                         | Lage                                   | Baujahr | Beschreibung                                                                          | Bild                           |
| ----------------------------------- | -------------------------------------- | ------- | ------------------------------------------------------------------------------------- | ------------------------------ |
| Bildstock                           | Hauptstraße Lage                       | 1907    | bezeichnet 1907, im übergiebelten Nischengehäuse wohl seriell gefertigte Pietà        | Fotos hochladen                |
| Wegekapelle                         | Hauptstraße Lage                       | 1910    | rundbogig gegliederter Rechteckbau, bezeichnet 1910                                   | Fotos hochladen                |
| Katholische Pfarrkirche St. Jakobus | Hauptstraße 18 Lage                    | 1898    | gotisierender Saalbau, 1898, Architekt Knepper, Diekirch (Luxemburg); mit Ausstattung | weitere Bilder Fotos hochladen |
| Bildstock                           | nordwestlich des Ortes an der L 1 Lage | 1879    | kreuzwegstationsartig, in der Nische nahezu vollplastische Pietà, 1879                | BW                             |